# Poussière circumplanétaire
 (août 2019).
Si vous disposez d'ouvrages ou d'articles de référence ou si vous connaissez des sites web de qualité traitant du thème abordé ici, merci de compléter l'article en donnant les références utiles à sa vérifiabilité et en les liant à la section « Notes et références ».
La poussière circumplanétaire (ou circum-planétaire) est de la poussière cosmique en orbite autour d'une planète ou d'un autre corps du Système solaire. Cette poussière est souvent rassemblée en anneaux.
Sur Terre, cette poussière, circumterrestre donc, est responsable du phénomène de lumière zodiacale.